# Danila Kozlovskij
Danila Valerjevitj Kozlovskij (russisk: Дани́ла Вале́рьевич Козло́вский) (født 3. maj 1985 i Moskva i Sovjetunionen) er en russisk skuespiller, filminstruktør og manuskriptforfatter.
Kozlovskij begyndte sin karriere som teaterskuespiller i Sankt Petersborg og har siden medvirket i en række populære russiske film, der har gjort sig bemærket i udlandet og har tillige medvirket i en række udenlandske produktioner, herunder i den canadisk-irske tv-serie Vikings (2017). 

## Biografi
Kozlovskij blev født i Moskva den 3. maj 1985. Han blev i 1996 optaget på flådens militærskole i Kronstadt nær Sankt Petersborg. Han optrådte i 1998 i en mindre filmrolle i en russisk tv-serie, og efter eksamen i 2002 blev han optaget på teaterskoen ved Sankt Petersborgs Statsteater. Han fik sin debut som teaterskuespiller i 2006 ved Det Lille Drama Teater (Theatre de l’Europe), hvor han spillede rollen som Edgar i en opsætning af King Lear, en rolle som indbragte ham den prestigefyldte "Gyldne Sofit" for Årets bedste debut. Efter afgang fra teaterskolen blev han en en del af ensemblet ved Det Lille Drama Teater (Theatre de l'Europe), hvor han spillede flere roller.
Han spillede sin første væsentlige filmrolle i 2005 i filmen Garpastum. Rollen indbragte ham de russiske filmkritikeres pris "Den Hvide Elefant" for den bedste mandlige hovedrolle. Han medvirkede herefter i en række film og tv-produktioner, herunder i My iz budusjjego (da.: Vi er fra fremtiden) (2008) og komedie-dramaet Veseltjaki (da.: Glade fyre) (2009), der blev vist ved Filmfestivalen i Berlin. Det helt store gennembrud i Rusland kom med hovedrollen i filmen Dukhless (da.: Sjælløs) (2012), der tillige indbragte den russiske filmpris Den Gyldne Ørn. For efterfølgeren Dukhless 2 (2015) modtog han en Nika Award for bedste mandlige skuespiller.
Kozlovskij medvirkede i sin første Hollywoodfilm i 2014, hvor han spillede Dimitrij Belikov i gyserkomedien Vampire Academy. I 2016 medvirkede han i hovedrollerne i fem film, herunder den amerikansk-russiske Hardcore og de succesfulde russiske film, komedien Pjatnitsa (da.: Fredag), katastrofefilmen Ekipazj og den historiske actionfilm Viking. Han havde året inden gjort sig bemærket også udenfor Rusland som model i Chanels reklame for "Coco Mademoiselle" sammen med Keira Knightley.
Han spillede hovedrollen som grev Vorontzov i filmen Matilda (2017) om romancen mellem Zar Nikolaj 2. og ballerina Matilde Kstjessinska. Filmen blev kontroversiel efter bl.a. viceformanden for Statsdumaen, Natalia Poklonskaja, førte en kampagne mod filmen med påstande om, at filmen var uhistorisk, og at bl.a. en række erotiske scener var krænkende, ligesom religiøse grupper angreb filmen. Samme år medvirkede han i den canadisk-irske tv-serie Vikings som Oleg af Novgorod og året efter i Dovlatov.
Danila Kozlovskij fik debut som instruktør med filmen Trener (da.: Træneren) i 2018.

## Privtliv
Kozlovskij blev i 2008 gift med skuespillerinden Urzula Malka, men blev skilt igen i 2011.  Kozlovskij dannede par med skuespilleren og modellen Olja Zueva fra 2014 til 2020. De skiltes kort efter de fik en datter.
I februar 2022 offentliggjorde Kpzlovskij flere opslag på Instagram, hvor han fordømte den russiske invasion af Ukraine, og undskyldte for ikke at have reageret på den russiske annektering af Krim i 2014. Flere optagelser i Kozlovskijs film Viking er filmet på det russisk annekterede Krim. Ifølge nyhedsmediet Novaja Gazeta er Kozlovskij blevet udsat for forfølgelse som følge af hans udtalelser om invasionen.

## Filmografi
| År        | Titel                                         | titel på dansk                             | Rolle                       | Noter |
| --------- | --------------------------------------------- | ------------------------------------------ | --------------------------- | --- |
| 1999      | Prostye istiny                                | Simple sandheder                           | Denis Selivjorstov          | Tv-serie |
| 2003      | Ja vso resju sama: Tantsujusjtjaja na volnakh | Jeg bestemmer alt selv: Danser på bølgerne | Valera                      | Tv-serie |
| 2003      | Ulitsy razbitykh fonaraj                      | Gaden med ødelagte gadelygter              | Desertøren Popov            | Tv-serie |
| 2004      | Sissi - Mjatesjnaja imperatritja              | Sissi - Den rebelske kejserinde            | Ung Franz Joseph            | Tv-film |
| 2004      | Na verkhnej maslovke"                         | På Verkhneja Maslovka                      | Modigliani                  | |
| 2005      | Garpastum                                     | Garpastum                                  | Nikolaj                     | Pris for bedste mandlige skuespiller |
| 2006      | Alka                                          | Alka                                       | Lenja Astakhov              | Tv-minierie |
| 2006      | Prestuplenie i pogoda                         | Forbrydelse og vejr                        | Victor                      | |
| 2007      | Zavesjtjania Lenina                           | Arven efter Lenin                          | Sergej                      | Tv-miniserie |
| 2008      | My iz budusjjego                              | Vi er fra fremtiden                        | Sergej "Bormann" Filatov    | |
| 2009      | Veseltjaki                                    | Glade fyre                                 | Ljusja                      | |
| 2009      | A. D.                                         | А. D.                                      | Daniil Agejev               | Tv |
| 2010      | Odinotjka                                     | Enspænderen                                | Andrej Gromov               | Tv |
| 2010      | Pokusjenie                                    | Attentatforsøg                             | Jevgenij Kostin             | Tv-serie |
| 2010      | Moskva, Ja ljublju tebja!                     | Moskva, jeg elsker dig!                    | Taxichaffør                 | |
| 2010      | Hamlet XXI Vek                                | Hamlet 21. århundrede                      | Laertes                     | |
| 2011      | Golfstrim po ajcbergom                        | Golfstrøm under isbjerg                    | Ari Brylskij                | |
| 2011      | Misjen                                        | Mål                                        | Mitja                       | |
| 2011      | Pjat nevest                                   | Fem brude                                  | Aleksej Kaverin             | |
| 2011      | Sjkhera-18                                    | Skær-18                                    | Andrej Egorov               | Tv |
| 2011      | Rasputin                                      | Rasputin                                   | Storhertug Dmitri Pavlovitj | Russisk-fransk co-produktion |
| 2012      | Sjpion                                        | Spionen                                    | Jegor Dorin                 | |
| 2012      | Dukhless                                      | Sjælløs                                    | Max Andrejev                | Golden Eagle Award for bedste hovedrolle Nomineret til Nika Award for bedste skuespiller og Russiske filmkritikere pris for bedste skuespiller |
| 2013      | Legenda No. 17                                | Legende nr. 17                             | Valerij Kharlamov           | |
| 2013      | Vso natjalos v Kharbinne                      | Det hele startede i Harbin                 | Boris Ejbosjenko            | Tv-serie |
| 2013      | Privytjka rasstavatsja                        | Vanen at bryde op                          | Vadim                       | |
| 2014      | Dubrovskij                                    | Dubrovskij                                 | Vladimir Dubrovskij         | Spillefilm og tv-miniserie |
| 2014      | Vampire Academy                               | Vampire Academy                            | Belikov                     | |
| 2015      | Dukhless 2                                    | Sjælløs 2                                  | Max Andrejev                | |
| 2016      | Status: Svoboden                              | Status: Fri                                | Nikita Kolesnikov           | |
| 2016      | Pjatnitsa                                     | Fredag                                     | Mikhail Bondar              | |
| 2016      | Hardcore                                      | Hardcore                                   | Akan                        | |
| 2016      | Ekipazj                                       | Besæningen                                 | Aleksej Gutjsjin            | Genindspilning af Flykatastrofen |
| 2016      | Viking                                        | Viking                                     | Vladimir den store          | |
| 2017      | Matilda                                       | Matilda                                    | Vorontsov                   | |
| 2018      | McMafia                                       | McMafia                                    | Grigorij Misjin             | Britisk tv-serie |
| 2018      | Dovlatov                                      | Dovlatov                                   | David                       | |
| 2018      | Trener                                        | Træneren                                   | Juri Stolesjnikov           | |
| 2018      | Na rajone                                     | I nabolaget                                |                             | |
| 2019–2020 | Vikings                                       | Vikings                                    | Oleg af Novgorod            | Tv-serie, (6. sæson ) |
| 2021      | Tjernobyl                                     | Chernobyl 1986                             | Aleksej Karpusjin           | Også producer og filmens instruktør |
| 2021      | Karamora                                      | Karamora                                   | Karamora                    | [ 19 ] |
| 2022      | Molodoj tjelovek                              | Ung mand                                   |                             | |
| 2022      | Treason                                       | Treason                                    | Lord Anton Melnikov         | Britisk tv-miniserie |

## Priser og nomineringer
| Pris                                 | År   | Kategori                                 | Nomineret værk   | Result    |
| ------------------------------------ | ---- | ---------------------------------------- | ---------------- | --------- |
| Nika Awards                          | 2015 | Bedste skuespiller                       | Dukhless 2       | Vundet    |
| Glamour Awards                       | 2013 | Man of the Year                          | N/A              | Vundet    |
| Golden Eagle Awards                  | 2012 | Golden Eagle Award for Bedste hovedrolle | Dukhless         | Vundet    |
| Golden Floodlight Theatre Awards     | 2006 | Bedste debut                             | King Lear        | Vundet    |
| GQ Awards                            | 2013 | Man of the Year                          | N/A              | Vundet    |
| MTV Russia Movie Awards              | 2008 | Bedste kys (delt med Ekaterina Klimova)  | My iz budusjjego | Nomineret |
| Nika Awards                          | 2012 | Bedste skuespiller                       | Dukhless         | Nomineret |
| Russian Guild of Film Critics Awards | 2005 | Bedste skuespiller                       | Garpastum        | Vundet    |
| Russian Guild of Film Critics Awards | 2012 | Bedste skuespiller                       | Dukhless         | Nomineret |
| Constellation Film Actors Festival   | 2008 | Bedste hovedrolle                        | My iz budusjjego | Vundet    |